# Oscillatore locale
L'oscillatore locale in un ricevitore supereterodina è un oscillatore variabile che viene utilizzato per produrre, per battimento con il segnale ricevuto, un terzo segnale a frequenza fissa che può essere quello pari alla somma o quello pari alla differenza dei due. Tale terzo segnale è detto media frequenza. Nelle classiche radio FM per la banda commerciale 88~108MHz si usano due convertitori come quello appena detto: il primo converte solitamente a 10,7MHz, mentre il secondo, dotato di un altro oscillatore locale a frequenza fissa, converte questa frequenza intermedia a 455kHz, dopodiché il segnale viene demodulato. Tale doppia conversione viene effettuata per permettere una elevata amplificazione complessiva del segnale che arriva in antenna senza produrre inneschi fra l'uscita e l'ingresso degli stadi amplificatori: essendo l'amplificazione ripartita su 3 segnali a frequenze diverse (quella ricevuta, 10,7MHz e 455kHz), il segnale a 455kHz non può provocare un innesco rientrando insieme a quello ricevuto, perché viene eliminato dai primi circuiti accordati. Inoltre, avendo una frequenza che non varia con la frequenza di sintonia, è possibile fare filtri a frequenza fissa molto stretti, cosa altrimenti molto difficile se dovessero inseguire la frequenza sintonizzata. 
L'oscillatore locale di un circuito radio viene utilizzato come riferimento per demodulare (o per modulare nel trasmettitore) un segnale.
Nel caso non si usi modulazione (trasmissione in CW), nel trasmettitore  vengono miscelati il segnale ricevuto sull'antenna e quello dell'oscillatore locale, nasce un battimento fra le due frequenze, ovvero si ottiene un segnale che ha frequenza pari alla differenza di frequenza fra i due segnali.
Per il fatto che i due oscillatori locali di TX e RX non sono esattamente alla stessa frequenza, l'operatore sentirà dall'altoparlante o in cuffia un suono monotonale.
Solitamente negli apparati radio c'è la possibilità di variare la frequenza dell'oscillatore locale, per sentire meglio in cuffia il segnale di battimento.
Esempi di circuiti che usano questo sistema sono: pixie 2, pixie 3, rockmite